# Lisa Jeffrey
Lisa Claire Jeffrey est une mathématicienne canadienne. Elle enseigne et dirige ses recherches à l'université de Toronto. Dans ses recherches, elle utilise la géométrie symplectique pour fournir des preuves aux résultats obtenus par des physiciens théoriciens qui travaillent sur la théorie quantique des champs.

## Carrière
Lisa Jeffrey a obtenu son baccalauréat ès arts à l'université de Princeton en 1986, puis un Masters of arts en 1988 à l'université de Cambridge. Elle a achevé son doctorat en 1992 à l'université d'Oxford, sous la direction de Michael Atiyah. Après ses recherches postdoctorales à l'Institute for Advanced Study, elle a enseigné à l'université de Princeton à partir de 1992 et à l'université McGill en 1995. Elle a rejoint l'université de Toronto en 1997.

## Récompenses et honneurs
- 1987 den Rouse Ball Prize du Trinity College.
- 1990 Prix Smith à Cambridge
- 1997 : Prix André-Aisenstadt.
- de 1997 à 1999 elle bénéficie d'une bourse Sloan.
- 1999 : Premier’s Research Excellence Award du gouvernement de l'Ontario.
- 2000 : prix McLean de l'Université de Toronto
- 2001: Prix Krieger-Nelson[3] de la Société mathématique du Canada.
- 2002: Prix Coxeter-James[4]
- 2004 : bourse E. W. R. Steacie
- 2007: Membre de la Société royale du Canada[5]
- 2017: Lauréate de la Noether Lecture[6]

Elle est membre de l'American Mathematical Society (2012) et de la Société mathématique du Canada, ainsi que Fellow de la Royal Society of Canada (2008).
Elle est co-éditrice des Transactions of the American Mathematical Society.

## Publications
- Chern-Simons-Witten invariants of lens spaces and torus bundles and the semiclassical approximation, Comm. Math. Phys., n° 147, 1992, pp 563-604
- avec Atiyah: Topological lagrangians and cohomology, J. Geom. Phys., n° 7, 1990, pp 119-136
- avec Kirwan: Localization for nonabelian group actions, Topology, n° 34, 1995, pp 291-327
- avec Weitsman: Bohr-Sommerfeld Orbits in the Moduli Space of Flat Connections and the Verlinde Dimension Formula, Commun. Math. Phys., n° 150, 1992, pp 593-630